# 플릭스버스
플릭스버스(FLiXBUS)는 유럽의 시외버스 브랜드이다. 독일 버스 시장의 규제철폐에 뒤이어 2013년에 서비스를 시작하였다.

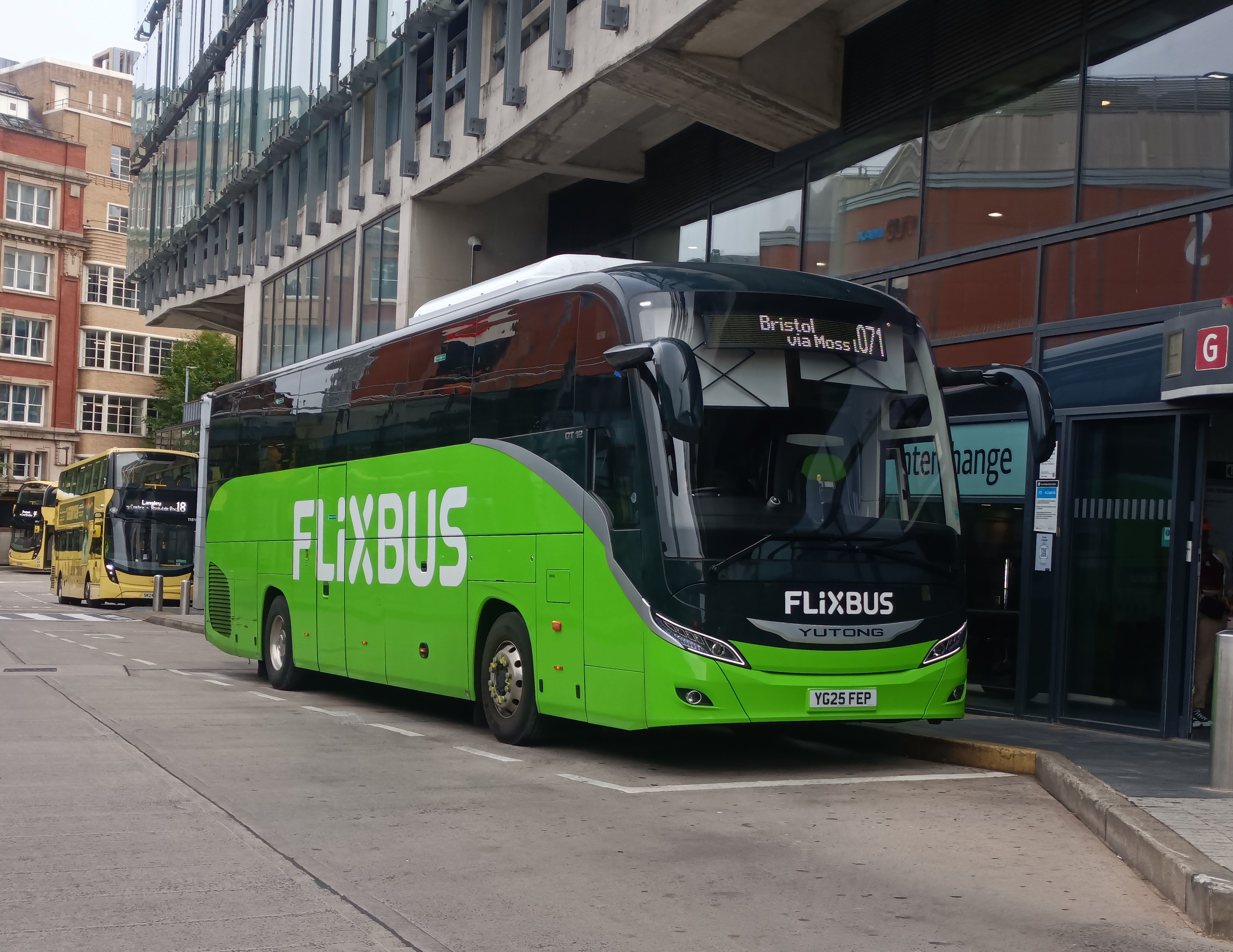
Yutong GT12

플릭스버스 목적지

## 확장
플릭스버스는 2011년 뮌헨에서 다니엘 크라우스(Daniel Krauss), 요헨 엥에어트(Jochen Engert), 안드레 슈벰라인(André Schwämmlein)에 의해 설립되었고, 2013년 2월에 첫번째 노선이 시작되었다. 그로부터 한 해 안에 전국버스망을 운영하게 되었다. 마인페언부스(MeinFernbus)와의 합병과 함께 플릭스버스는 국제화를 비즈니스 모델로 할 것을 발표한다.
2021년 10월 21일, 플릭스버스는 그레이하운드의 미국 영업 부문 인수 소식을 발표했다.